# Лордкипанидзе, Русудан Ревазовна
Русудан Ревазовна Лордкипанидзе (груз. რუსუდან რევაზის ასული ლორთქიფანიძე, род. 5 августа 1947 года, Тбилиси, Грузия) — грузинский архитектор и преподаватель высшей школы. Ректор Тбилисского государственного университета (декабрь 2004 г. — апрель 2006 г.). Чрезвычайный и Полномочный Посол Грузии в Республике Италия.

## Биография
Отец — Реваз Лорткипанидзе, профессор, директор Института строительной механики и сейсморазведки Академии наук Грузии; мать — Элен Лорткипанидзе, экономист.
Окончила тбилисскую среднюю школу в 1965 году с золотой медалью. В том же году поступила на архитектурный факультет Политехнического института, который с отличием окончила в 1970 году. Её дипломная работа: «Детский оздоровительный центр» была удостоена первой премии.
С 1972 года член Союза архитекторов. В 1971—1975 годах училась в аспирантуре Московского научно-исследовательского института общественных работ. Кандидат архитектуры (1970).
С 1975 года работает в Академии наук Грузии, с 1981 года старший научный сотрудник. С 1976 года преподавала также в Грузинском техническом университете, с 1993 года — профессор. В 1989—1991 годах училась в докторантуре Московского института архитектуры и истории. В 1993 году защитила докторскую диссертацию на тему «Роль исторического наследия в современной итальянской архитектуре».
В 1982—1983 годах стажировалась на архитектурном факультете Римского университета.
С 1998 года по 1 октября 2004 года — Чрезвычайный и Полномочный Посол в Республике Италия.
С 1 октября 2004 года — ректор Тбилисского государственного университета, 13 декабря 2004 года избрана ректором университета.